# Bayerischer Leichtathletik-Verband
Der Bayerische Leichtathletik-Verband e. V. (BLV) gehört als einer der insgesamt 20 Landesfachverbände dem Deutschen Leichtathletik-Verband an. Organisiert ist er im BLSV. Seinen Sitz hat er im Haus des Sports in München. Der BLV besteht aus sieben Bezirken und 23 Kreisen. Mit einer Mitgliederzahl von ca. 140.000 ist er einer der größten Landesfachverbände Deutschlands.

## Organisation und Struktur

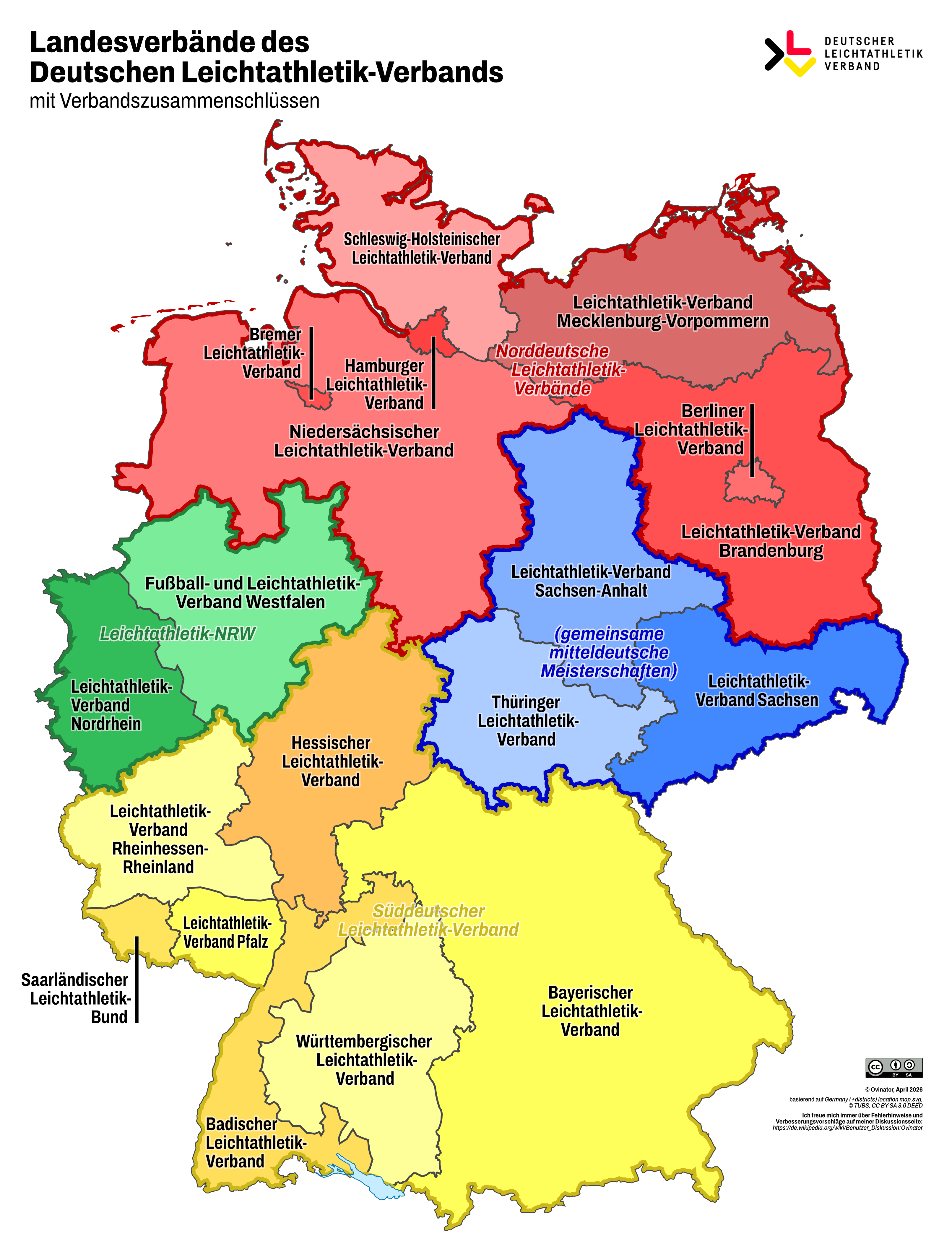
BLV in Deutschland (Gelb)

Der Bayerische Leichtathletik-Verband ist die Dachorganisation für die Leichtathletikvereine Bayerns. Gemäß seiner Satzung (revidierte Fassung vom 22. März 2014) übernimmt der BLV die Rechtsform eines eingetragenen Vereins (e. V.).
Als Landesfachverband ist der Bayerische Leichtathletik-Verband im Bayerischen Landes-Sportverband (BLSV) organisiert.
Durch eine eng verzahnte Zusammenarbeit der Landesfachverbände mit dem Landessportbund werden Voraussetzungen geschaffen, individuelle Ziele und Aufgaben zu erfüllen. Neben finanzieller Unterstützung fördert er darauf aufbauend die Vereinsarbeit, den Sportstättenbau und die Interaktion zwischen den in ihm organisierten Landesfachverbänden. Die fachliche Unterstützung seiner Verbände übernimmt der Spitzenverband. Im Falle des BLV ist dies auf Bundesebene der Deutsche Leichtathletik-Verband (DLV). Während es bei der Arbeit des BLSV eher um monetäre und sportartübergreifende Förderung geht, sind die Aufgaben des DLV auf den Gegenstandsbereich ‘‘‘Leichtathletik‘‘‘ ausgerichtet. Den BLV und die weiteren Landesfachverbände betreffen hierbei vor allem die ausgearbeiteten Konzeptionen zu den Bereichen Leistungssport, Breitensport und Aus- und Fortbildung.

### Bezirke und Kreise
Der BLV gliedert sich in sieben Bezirke (entsprechend den bayerischen Regierungsbezirken) und 23 Kreisen – die nicht den Landkreisen notwendigerweise entsprechen (Stand 2023).

## Organe

### Präsidium
Das Präsidium des BLV um den Präsidenten Gerhard Neubauer setzte sich 2023 aus zehn weiteren Mitgliedern zusammen:
- Ehrenpräsident: Karl Rauh
- Vizepräsident Bezirke: Jochen Schweitzer
- Vizepräsident Sport: Reinhard Köchl
- Vizepräsident Wettkampforganisation: Johannes Barnbacher
- Vizepräsident Finanzen/Wirtschaft: Alois Büchler
- Vizepräsident Breitensport: Willi Wahl
- Vizepräsident Jugend: Michaele Regele
- Vizepräsident Lehre: Frank Terassa
- Vizepräsident Sportpolitik, Marketing und Kommunikation: Gerhard Waschler
- Präsidiumsbeauftragte: Heidi Pratsch und Herwig Leiter

### Leitende Trainer
- Teamleiter Sprint: Ruth Mayer
- Teamleiter Lauf: Jörg Stäcker
- Teamleiter Sprung: Christian Hoffmann
- Teamleiter Wurf: Andreas Bücheler
- Teamleiter Mehrkampf: Stefan Wimmer

## Geschichte

### Gründung
Der BLV wurde 1949 gegründet.

### Präsidenten
|  |  | Arthur Mayer        | 1977–1985 |
|  |  | Hartmut Schweitzer: | 1985–1994 |
|  |  | Karl Rauh:          | 1994–2010 |
|  |  | Wolfgang Schoeppe:  | 2010–2018 |
|  |  | Gerhard Neubauer:   | 2018–0000 |

## Verbandsrekorde
Die Daten sind den Rekordlisten des BLV entnommen (Stand 2020), seither ist diese Quelle inaktiv.
Ab 2021 sind die aktuellen Rekorde  aus verschiedenen bayerischen Bezirksrekordlisten und/oder den Rekordlisten des DLV bzw. den "Ewigen Bestenlisten" des DLV gewonnen,
alternativ manuell aus den Jahresbestenlisten des BLV.
| = Weltrekord                   | = Europarekord            | = Deutscher Rekord | = U20-Weltrekord |
| * = Ausstehende Ratifizierung; | i = In der Halle erzielt; | (h) = Handgestoppt |                  |

### Freiluft

#### Männer
| Disziplin                   | Leistung             | Name                                                                                           | Verein                        | Datum              | Ort              |
| --------------------------- | -------------------- | ---------------------------------------------------------------------------------------------- | ----------------------------- | ------------------ | ---------------- |
| 100 m                       | 10,14 s (+1,2)       | Tobias Unger                                                                                   | LG Stadtwerke München         | 3. Juli 2010       | Mannheim         |
| 200 m                       | 20,46 s (+0,0)       | Christian Haas                                                                                 | LAC Quelle Fürth              | 26. Juni 1983      | Bremen           |
| 400 m                       | 45,06 s (44,9 s (h)) | Martin Jellinghaus                                                                             | TSV München von 1860          | 17. Oktober 1968   | Mexiko-Stadt     |
| 800 m                       | 1:43,91 min          | Nico Motchebon                                                                                 | LAC Quelle Fürth/München 1860 | 31. Juli 1996      | Atlanta          |
| 1000 m                      | 2:17,30 min          | Hans-Peter Ferner                                                                              | MTV 1881 Ingolstadt           | 6. August 1981     | Kopenhagen       |
| 1500 m                      | 3:34,54 min          | Florian Orth                                                                                   | LG Telis Finanz Regensburg    | 5. Juli 2014       | Oordegem         |
| 1 Meile                     | 3:54,11 min          | Klaus-Peter Nabein                                                                             | LAC Quelle Fürth 1969         | 2. September 1986  | Lausanne         |
| 3000 m                      | 7:42,4 min           | Peter Weigt                                                                                    | LAC Quelle Fürth 1969         | 22. Juni 1977      | Köln             |
| 5000 m                      | 13:11,87             | Florian Bremm                                                                                  | LSC Höchstadt/Aisch           | 25.Mai.2024        | Brüssel          |
| 10.000 m                    | 27:41,94 min         | Carsten Eich                                                                                   | LAC Quelle Fürth/München 1860 | 5. April 1997      | Barakaldo        |
| 110 m Hürden                | 13,08 s (+1,3)       | Eric Kaiser                                                                                    | LAC Quelle Fürth/München 1860 | 4. Juni 1995       | Scheeßel         |
| 400 m Hürden                | 49,15 s              | Rainer Schubert                                                                                | TSV München von 1860          | 13. Oktober 1968   | Mexiko-Stadt     |
| 3000 m Hindernis            | 8:11,93 min          | Rainer Schwarz                                                                                 | TSV München von 1860          | 28. August 1985    | Koblenz          |
| 4 × 100 m                   | 38,95 s              | LAC Quelle Fürth 1969                                                                          | LAC Quelle Fürth 1969         | 25. Juni 1983      | Bremen           |
| 4 × 100 m                   | 38,95 s              | Heckmann, Reiner - Haas, Christian - Zirkelbach, Christian - Luxenburger, Richard              |                               | 25. Juni 1983      | Bremen           |
| 4 × 400 m                   | 3:06,91 min          | LAC Quelle Fürth/München 1860                                                                  | LAC Quelle Fürth/München 1860 | 1. Juli 2001       | Stuttgart        |
| 4 × 400 m                   | 3:06,91 min          | Bönisch, Sebastian - Faller, Ruwen - Böhm, Sebastian - Motchebon, Nico                         |                               | 1. Juli 2001       | Stuttgart        |
| 3 × 1000 m                  | 7:05,57 min          | LG Telis Finanz Regensburg                                                                     | LG Telis Finanz Regensburg    | 22. Juli 2012      | Mönchengladbach  |
| 3 × 1000 m                  | 7:05,57 min          | Plinke, Felix - Pflieger, Philipp - Orth, Florian                                              |                               | 22. Juli 2012      | Mönchengladbach  |
| 10.000-m-Gehen              | 40:07,81 min         | Nischan Daimer                                                                                 | OSC München                   | 1. September 1995  | Marietta         |
| 10.000-m-Gehen (Mannschaft) | 2:09:10,70 h         | LAC Quelle Fürth/München 1860                                                                  | LAC Quelle Fürth/München 1860 | 16. Mai 2000       | Sinsheim         |
| 10.000-m-Gehen (Mannschaft) | 2:09:10,70 h         | 42:10,36 - Bengtsson, Bengt, 43:20,89 - Franke, Dennis, 43:39,45 - Daimer, Nischan             |                               | 16. Mai 2000       | Sinsheim         |
| 2-Stunden-Gehen             | 27.153 m             | Bernd Kannenberg                                                                               | LAC Quelle Fürth              | 11. April 1974     | Kassel           |
| Hochsprung                  | 2,34 m               | Tobias Potye                                                                                   | LG Stadtwerke München         | 16. Juli 2023      | Chorzow          |
| Stabhochsprung              | 5,91 m               | Malte Mohr                                                                                     | LG Stadtwerke München         | 22.Juni.2012       | Ingolstadt       |
| Weitsprung                  | 8,35 m (+0,8)        | Josef Schwarz                                                                                  | TSV München von 1860          | 15. Juli 1970      | Stuttgart        |
| Dreisprung                  | 16,60 m (+0,0)       | Hrvoje Verzi                                                                                   | LAC Quelle Fürth/München 1860 | 2. Juni 2002       | Garbsen          |
| Kugelstoßen                 | 20,45 m              | Christian Zimmermann                                                                           | Kirchheimer SC                | 7. August 2021     | Walldorf         |
| Diskuswurf                  | 67,76 m              | Mac Wilkins                                                                                    | LAC Quelle Fürth 1969         | 11. September 1977 | Fürth            |
| Hammerwurf                  | 79,25 m              | Merlin Hummel                                                                                  | UAC Kulmbach                  | 09.Juni.2024       | Rom              |
| Speerwurf                   | 79,46 m              | Christian Benninger                                                                            | LAC Quelle Fürth/München 1860 | 4. Juni 1994       | Passau           |
| Fünfkampf                   | 4079 Punkte          | Herbert Peter                                                                                  | TSV München von 1860          | 11. Juli 1982      | Lahr             |
| Fünfkampf                   | 4079 Punkte          | 7,13 - 62,36 - 22,26 - 42,00 - 4:07,50                                                         |                               | 11. Juli 1982      | Lahr             |
| Fünfkampf (Mannschaft)      | 11.426 Punkte        | TSV München von 1860                                                                           | TSV München von 1860          | 13. Juni 1981      | Erlangen         |
| Fünfkampf (Mannschaft)      | 11.426 Punkte        | Peter, Herbert - 3.949, Mayr, Franz - 3.790, Lorenz, Jörg - 3.687                              |                               | 13. Juni 1981      | Erlangen         |
| Zehnkampf                   | 8485 Punkte          | Stefan Schmid                                                                                  | LG Karlstadt                  | 22./23. Juli 2000  | Ratingen         |
| Zehnkampf                   | 8485 Punkte          | 10,82 (+0,0) - 7,59 (-0,6) - 14,14 - 2,01 - 48,99-14,11 - 43,14 - 4,50 - 57,04 - 4:31,60       |                               | 22./23. Juli 2000  | Ratingen         |
| Zehnkampf (Mannschaft)      | 23.020 Punkte        | MTV 1881 Ingolstadt                                                                            | MTV 1881 Ingolstadt           | 21./22. Juni 1986  | Ingolstadt       |
| Zehnkampf (Mannschaft)      | 23.020 Punkte        | Neugebauer, Michael (1962) - 8.112, Chirco, Bruno (1966) - 7.463, Hess, Michael (1963) - 7.445 |                               | 21./22. Juni 1986  | Ingolstadt       |
| 5 km                        | 13:41 min            | Simon Boch                                                                                     | LG Telis Finanz Regensburg    | 24.April.2022      | Málaga           |
| 10 km                       | 28:01 min            | Simon Boch                                                                                     | LG Telis Finanz Regensburg    | 7. März 2021       | Berlin           |
|                             | 28:01 min            | Simon Boch                                                                                     | LG Telis Finanz Regensburg    | 5. Februar 2023    | Bad Füssing      |
|                             | 28:01 min            | Simon Boch                                                                                     | LG Telis Finanz Regensburg    | 25. Februar 2024   | Castellon        |
| 10 km (Mannschaft)          | 1:26:34 h            | LG Telis Finanz Regensburg                                                                     | LG Telis Finanz Regensburg    | 7. März 2021       | Berlin           |
| 10 km (Mannschaft)          | 1:26:34 h            | Boch, Simon - Wedel, Florian - Key, Kevin                                                      |                               | 7. März 2021       | Berlin           |
| Halbmarathon                | 1:01:15 h            | Simon Boch                                                                                     | LG Telis Finanz Regensburg    | 16. September 2024 | Hamburg          |
| Halbmarathon (Mannschaft)   | 3:10:36 h            | LG Telis Finanz Regensburg                                                                     | LG Telis Finanz Regensburg    | 17.Oktober.2021    | Hamburg          |
| Halbmarathon (Mannschaft)   | 3:10:36 h            | 1:02:24 -Boch Simon, 1:03:00 - Wedel Konstantin, 1:05:12 - Zeus Maximilian                     |                               | 17.Oktober.2021    | Hamburg          |
| Marathon                    | 2:08:11 h            | Abraham Filimon                                                                                | LG Telis Finanz Regensburg    | 23. Februar 2025   | Sevilla          |
| Marathon (Mannschaft)       | 6:48:28 h            | VfL Waldkraiburg                                                                               | VfL Waldkraiburg              | 24. April 1988     | Hamburg          |
| Marathon (Mannschaft)       | 6:48:28 h            | 2:14:56 - Reeh, Udo, 2:15:04 - Edobler, Konrad, 2:18:28 - Heim, Joachim                        |                               | 24. April 1988     | Hamburg          |
| 100 km                      | 6:24:29 h            | Kazimierz Bak                                                                                  | Marathon Team Pegnitztal      | 26. Juni 1994      | Saroma           |
| 100 km (Mannschaft)         | 20:39:35 h           | Triathlon Hub Nürnberg                                                                         | Triathlon Hub Nürnberg        | 31. Oktober 1987   | Rodenbach        |
| 100 km (Mannschaft)         | 20:39:35 h           | 6:42:00 - Träger, Manfred, 6:48:48 - Lux, Jochen, 7:08:47 - Häber, Hartmut                     |                               | 31. Oktober 1987   | Rodenbach        |
| 10-km-Gehen                 | 39:35 min            | Nischan Daimer                                                                                 | OSC München                   | 11. Mai 1996       | Eisenhüttenstadt |
| 10-km-Gehen (Mannschaft)    | 2:12:42 h            | LAC Quelle Fürth/München 1860                                                                  | LAC Quelle Fürth/München 1860 | 20. März 1999      | Esslingen        |
| 10-km-Gehen (Mannschaft)    | 2:12:42 h            | 42:52 - Franke, Dennis, 43:47 - Hackbusch, Markus, 46:03 - Schwarz, Alfons                     |                               | 20. März 1999      | Esslingen        |
| 20-km-Gehen                 | 1:20:36 h            | Nischan Daimer                                                                                 | OSC München                   | 11. Mai 1996       | Eisenhüttenstadt |
| 20-km-Gehen (Mannschaft)    | 4:20:20 h            | LAC Quelle Fürth 1969                                                                          | LAC Quelle Fürth 1969         | 5. April 1986      | Rheinzabern      |
| 20-km-Gehen (Mannschaft)    | 4:20:20 h            | 1:23:41 - Schwarz, Alfons, 1:28:04 - Wiedemann, Wolfgang, 1:28:35 - Mildenberger, Robert       |                               | 5. April 1986      | Rheinzabern      |
| 50-km-Gehen                 | 3:51:27 h            | Denis Franke                                                                                   | LAC Quelle Fürth/München 1860 | 2. Mai 1999        | Deauville        |
| 50-km-Gehen (Mannschaft)    | 12:04:53 h           | LAC Quelle Fürth/München 1860                                                                  | LAC Quelle Fürth/München 1860 | 6. Juni 1999       | Naumburg         |
| 50-km-Gehen (Mannschaft)    | 12:04:53 h           | 3:57:56 - Franke, Dennis, 4:01:24 - Zanner, Peter, 4:05:33 - Lohse, Michael                    |                               | 6. Juni 1999       | Naumburg         |
| Stand: 9. März 2025         |                      |                                                                                                |                               |                    |                  |

#### Frauen
| Disziplin                 | Leistung       | Name                                                                                   | Verein                            | Datum              | Ort                  |
| ------------------------- | -------------- | -------------------------------------------------------------------------------------- | --------------------------------- | ------------------ | -------------------- |
| 100 m                     | 11,01 s (+1,8) | Alexandra Burghardt                                                                    | LG Gendorf Wacker Burghausen      | 10. Juli 2021      | Bulle                |
| 200 m                     | 23,00 s (-0,3) | Ulrike Sommer                                                                          | LAC Quelle Fürth 1969             | 30. Mai 1981       | Fürth                |
| 200 m                     | 23,00 s (+1,3) | Alexandra Burghardt                                                                    | LG Gendorf Wacker Burghausen      | 15. Mai 2021       | Mannheim             |
| 400 m                     | 51,73 s        | Corinna Schwab                                                                         | LG Telis Finanz Regensburg        | 9. August 2020     | Braunschweig         |
| 800 m                     | 1:58,34 min    | Fabienne Kohlmann                                                                      | LG Karlstadt-Gambach-Lohr         | 6. September 2015  | Berlin               |
| 1000 m                    | 2:37,86 min    | Claudia Gesell                                                                         | LAC Quelle Fürth/München 1860     | 20. Juni 1999      | Karlstadt            |
| 1500 m                    | 4:02,32 min    | Katharina Trost                                                                        | LG Stadtwerke München             | 16.Juli.2023       | Chorzow              |
| 1 Meile                   | 4:27,60 min    | Rita Marquard                                                                          | TSV München von 1860              | 8. September 1991  | Köln                 |
| 3000 m                    | 8:50,12 min    | Maren Kock                                                                             | LG Telis Finanz Regensburg        | 27. Juni 2014      | Osterode             |
| 5000 m                    | 15:22,03 min   | Miriam Dattke                                                                          | LG Telis Finanz Regensburg        | 10. Juni 2023      | Paris                |
| 10.000 m                  | 31:10,21 min   | Miriam Dattke                                                                          | LG Telis Finanz Regensburg        | 4. Mai 2023        | London               |
| 100 m Hürden              | 12,86 s (+1,8) | Heike Blaßneck                                                                         | LAC Quelle Fürth/München 1860     | 11. Juli 1998      | Nürnberg             |
| 400 m Hürden              | 55,19 s        | Mary Wagner                                                                            | TSV 1875 Göggingen                | 21. Mai 1983       | Fürth                |
| 3000 m Hindernis          | 9:42,72 min    | Julia Hiller                                                                           | LAC Quelle Fürth/München 1860     | 31. Mai 2008       | Neerpelt             |
| 4 × 100 m                 | 43,92 s        | LG Stadtwerke München                                                                  | LG Stadtwerke München             | 30.Juni.2024       | Braunschweig         |
| 4 × 100 m                 | 43,92 s        | Slotosch Melanie, Lederer Amelie-Sophie, Pfetsch Svenja, Tina Benzinger                |                                   | 30.Juni.2024       | Braunschweig         |
| 4 × 400 m                 | 3:37,75 min    | LAC Quelle Fürth/München 1860                                                          | LAC Quelle Fürth/München 1860     | 4. Juli 1999       | Erfurt               |
| 4 × 400 m                 | 3:37,75 min    | Scholz, Heike - Gesell, Claudia - Weilhammer, Monika - Müller, Peggy                   |                                   | 4. Juli 1999       | Erfurt               |
| 3 × 800 m                 | 6:12,41 min    | LG Stadtwerke München                                                                  | LG Stadtwerke München             | 29. Juli 2018      | Rostock              |
| 3 × 800 m                 | 6:12,41 min    | Gess, Christine - Trost, Katharina - Kalis, Mareen                                     |                                   | 29. Juli 2018      | Rostock              |
| 5000-m-Gehen              | 23:23,27 min   | Renate Warz                                                                            | LG Mainburg/Niederaichbach        | 4. Juni 1989       | Landshut             |
| 10.000-m-Gehen            | 48:21,9 min    | Renate Warz                                                                            | LG Mainburg/Niederaichbach        | 4. September 1988  | Ahlen                |
| Hochsprung                | 1,91 m         | Melanie Skotnik                                                                        | LAC Quelle Fürth/München/Würzburg | 5. Juli 2003       | Tettnang             |
| Hochsprung                | 1,91 m         | Melanie Skotnik                                                                        | LAC Quelle Fürth/München/Würzburg | 16. Juni 2004      | Regensburg           |
| Stabhochsprung            | 4,50 m         | Carolin Hingst                                                                         | LG Donau-Ries                     | 1. Juli 2001       | Stuttgart            |
| Weitsprung                | 6,86 m (+1,5)  | Susen Tiedtke-Greene                                                                   | LG Hof                            | 28. Juni 1997      | Frankfurt am Main    |
| Dreisprung                | 14,46 m (+1,0) | Helga Radtke                                                                           | LAC Quelle Fürth/München 1860     | 3. Juli 1994       | Erfurt               |
| Kugelstoßen               | 22,19 m        | Claudia Losch                                                                          | LC Olympiapark München            | 23. August 1987    | Hainfeld             |
| Diskuswurf                | 67,06 m        | Ingra Manecke                                                                          | LAC Quelle Fürth 1969             | 29. Mai 1982       | Fürth                |
| Hammerwurf                | 67,97 m        | Simone Mathes                                                                          | UAC Kulmbach                      | 31. August 2004    | Fränkisch-Crumbach   |
| Speerwurf                 | 60,45 m        | Sandra Schaffarzik                                                                     | ESV Nürnberg Rangierbahnhof       | 19. August 2006    | Peking               |
| Siebenkampf               | 6500 Punkte    | Birgit Clarius                                                                         | LAC Quelle Fürth/München 1860     | 19./20. Juni 1993  | Vaterstetten         |
| Siebenkampf               | 6500 Punkte    | 13,61 (+1,3) - 1,81 - 15,22 - 24,69 (+2,1) 6,08 (-0,6) - 50,20 - 2:11,29               |                                   | 19./20. Juni 1993  | Vaterstetten         |
| Siebenkampf (Mannschaft)  | 17.182 Punkte  | LAC Quelle Fürth/München 1860                                                          | LAC Quelle Fürth/München 1860     | 19./20. Juni 1993  | Vaterstetten         |
| Siebenkampf (Mannschaft)  | 17.182 Punkte  | Clarius, Birgit - 6.500, Schwarz, Sabine - 5.613, Blaßneck, Heike - 5.069              |                                   | 19./20. Juni 1993  | Vaterstetten         |
| 5 km                      | 15:47 min      | Miriam Dattke                                                                          | LG Telis Finanz Regensburg        | 30.April.2022      | Herzogenaurach       |
| 10 km                     | 31:38 min      | Miriam Dattke                                                                          | LG Telis Finanz Regensburg        | 7. März 2021       | Berlin               |
| 10 km (Mannschaft)        | 1:39:12 h      | LG Telis Finanz Regensburg                                                             | LG Telis Finanz Regensburg        | 26. September 2020 | Berlin               |
| 10 km (Mannschaft)        | 1:39:12 h      | 32:20 - Dattke, Miriam, 33:12 - Scherl, Anja, 33:40 - Mayer, Domenika                  |                                   | 26. September 2020 | Berlin               |
| Halbmarathon              | 1:09:43 h      | Katrin Dörre-Heinig                                                                    | LAC Quelle Fürth/München 1860     | 10. März 1996      | Kyōto                |
| Halbmarathon (Mannschaft) | 3:38:16 h      | LG Telis Finanz Regensburg                                                             | LG Telis Finanz Regensburg        | 26.März.2023       | Freiburg im Breisgau |
| Halbmarathon (Mannschaft) | 3:38:16 h      | Dattke 1:10:46, Mayer 1:11:26 Ojstersek 1:16:04                                        |                                   | 26.März.2023       | Freiburg im Breisgau |
| Marathon                  | 2:23:47        | Domenika Mayer                                                                         | LG Telis Finanz Regensburg        | 24.September.2023  | Berlin               |
| Marathon (Mannschaft)     | 8:12:55 h      | LG Telis Finanz Regensburg                                                             | LG Telis Finanz Regensburg        | 26. April 2015     | Hamburg              |
| Marathon (Mannschaft)     | 8:12:55 h      | 2:36:31 - Schneider, Anja, 2:44:36 - Galuschka, Julia, 2:51:48 - Rausch, Monika        |                                   | 26. April 2015     | Hamburg              |
| 100 km                    | 7:30:32 h      | Maria Bak                                                                              | Marathon-Team Pegnitztal          | 9. Oktober 1994    | Kalisz               |
| 100 km (Mannschaft)       | 27:57:04 h     | TV Jahn Kempten                                                                        | TV Jahn Kempten                   | 5. April 2008      | Kienbaum             |
| 100 km (Mannschaft)       | 27:57:04 h     | 8:28:58 - Schuhaj, Antje, 9:34:45 - Guranti, Barbara, 9:53:21 - Philipp, Simone        |                                   | 5. April 2008      | Kienbaum             |
| 10-km-Gehen               | 46:53 min      | Renate Warz                                                                            | SpVgg Niederaichbach              | 21. April 1991     | Naumburg             |
| 10-km-Gehen (Mannschaft)  | 2:27:08 h      | SpVgg Niederaichbach                                                                   | SpVgg Niederaichbach              | 19. April 1992     | Berlin               |
| 10-km-Gehen (Mannschaft)  | 2:27:08 h      | 47:33 - Warz, Renate, 48:55 - Buck, Brigitte, 50:40 - Daffner, Gabriele                |                                   | 19. April 1992     | Berlin               |
| 20-km-Gehen               | 1:44:10 h      | Renate Warz                                                                            | SpVgg Niederaichbach              | 15. Oktober 1988   | Groß-Gerau           |
| 20-km-Gehen (Mannschaft)  | 6:08:34 h      | SpVgg Niederaichbach                                                                   | SpVgg Niederaichbach              | 28. April 2013     | Naumburg             |
| 20-km-Gehen (Mannschaft)  | 6:08:34 h      | 1:55:25 - Schmidt, Sabine, 2:02:36 - Unterholzner, Maria, 2:10:33 - Spanner, Franziska |                                   | 28. April 2013     | Naumburg             |
| Stand: 4. März 2025       |                |                                                                                        |                                   |                    |                      |

Quelle: Bayerischer Leichtathletik-Verband